# Уондсуэрт (боро Лондона)
Лондонский боро Уондсуэрт (англ. London Borough of Wandsworth, МФА: [ˈwɒndzwɜːθ]о файле) — один из 32 лондонских боро, находится во внутреннем Лондоне. Расположен на землях, исторически входивших в состав графства Суррей.

## История
Район был сформирован в 1965 году путём слияния Баттерси, Клапема, Патни, Стретема, Тутинг-Грейвни и Уондсуэрта.

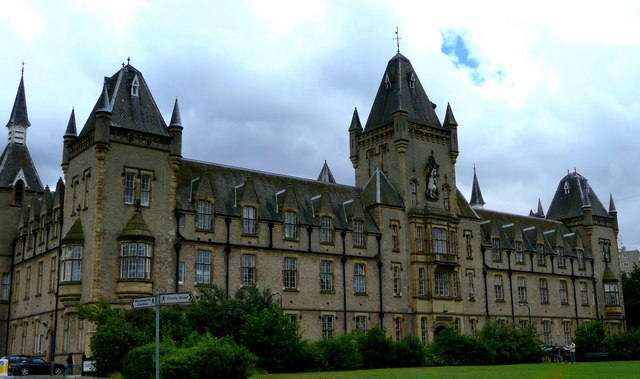
(1859)

## Население
По данным переписи 2011 года в Уондсуэрте проживало 307 700 человек. Из них 16,6 % составили дети (до 15 лет), 74,6 % лица трудоспособного возраста (от 16 до 64 лет) и 8,8 % лица пожилого возраста (от 65 лет и выше).

### Этнический состав
Основные этнические группы, согласно переписи 2011 года:
71,4 % — белые, в том числе 53,3 % — белые британцы, 2,5 % — белые ирландцы, 0,1 — ирландские путешественники и 15,5 % — другие белые (поляки, австралийцы, южноафриканцы, американцы, евреи, итальянцы, французы, немцы, бразильцы, румыны);
6,5 % — выходцы из Южной Азии, в том числе 3,2 % — пакистанцы, 2,8 % — индийцы и 0,5 % — бенгальцы;
1,2 % — китайцы;
3,2 % — прочие азиаты;
10,6 % — чёрные, в том числе 4,8 % — чёрные африканцы (нигерийцы, сомалийцы, эфиопы), 4,0 % — чёрные карибцы (ямайцы) и 1,8 % — другие чёрные (бразильцы);
0,8 % — арабы;
5,0 % — метисы, в том числе 1,5 % — чёрные карибцы, смешавшиеся с белыми, 1,3 % — азиаты, смешавшиеся с белыми, 0,7 % — чёрные африканцы, смешавшиеся с белыми и 1,5 % — другие метисы;
1,3 % — прочие.

### Религия
Статистические данные по религии в боро на 2011 год:
| Религия      | Уондсуэрт % | Лондон % | Англия % |
| ------------ | ----------- | -------- | -------- |
| Христианство | 53,0        | 48,4     | 59,4     |
| Ислам        | 8,1         | 12,4     | 5,0      |
| Индуизм      | 2,1         | 5,0      | 1,5      |
| Буддизм      | 0,8         | 1,0      | 0,5      |
| Иудаизм      | 0,5         | 1,8      | 0,5      |
| Сикхизм      | 0,3         | 1,5      | 0,8      |
| Другие       | 0,4         | 0,6      | 0,4      |
| Нет религии  | 27,0        | 20,7     | 24,7     |
| Не указана   | 7,9         | 8,5      | 8,4      |

## Достопримечательности
Художественный театр Патни
Общественный городской парк и бывшее кладбище Патни.

## Транспорт

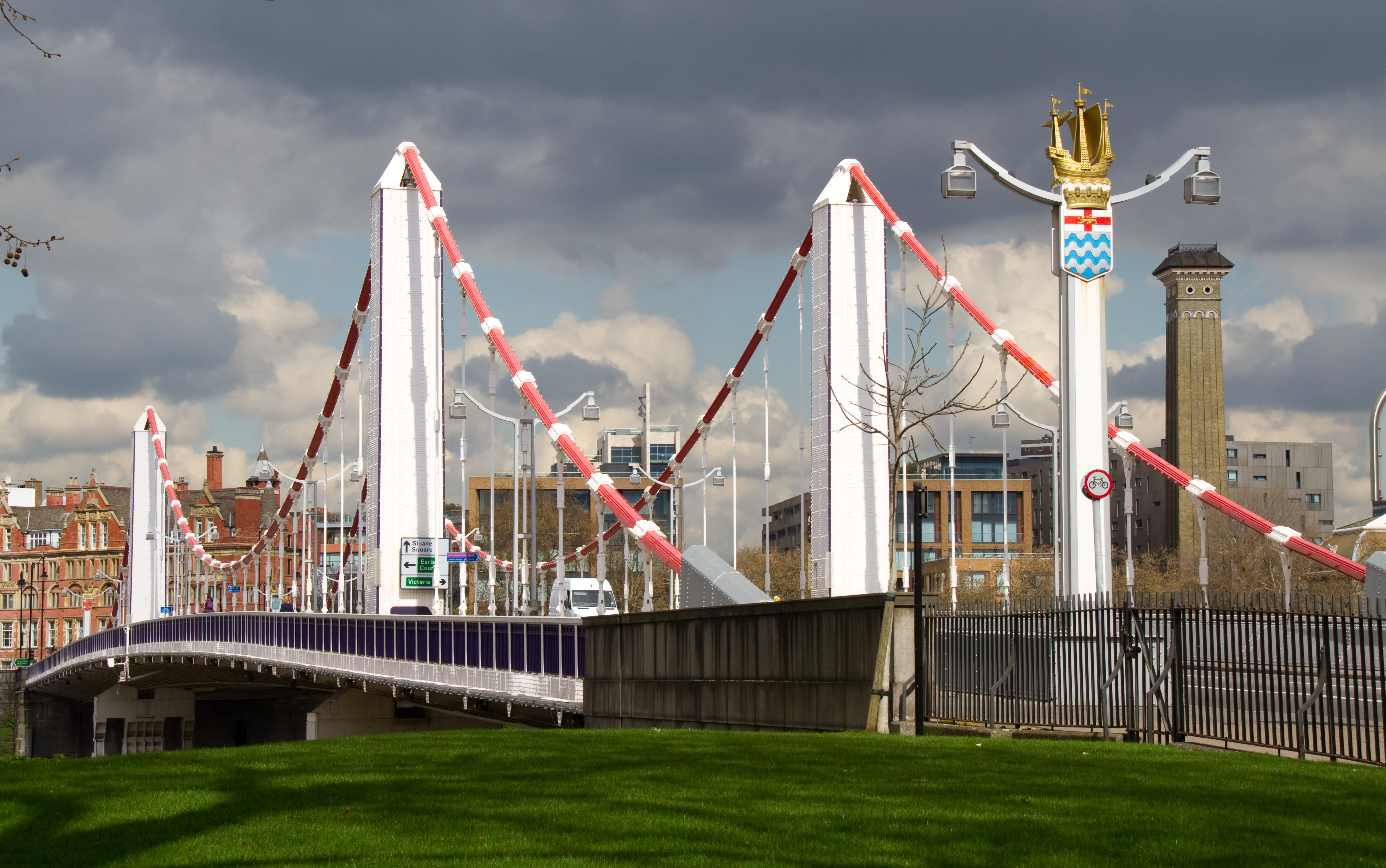
Мост Челси

С северным берегом реки Темзы Уондсуэрт соединен пятью главными мостами: мост Челси, мост Альберта, мост Баттерси, мост Уондсуэрт и мост Патни.
Из центрального Лондона в Уондсуэрт идут линии South West Trains (англ. SWT), Southern (англ. Southern) и First Capital Connect (англ. FCC), линия Дистрикт и Северная линия лондонского метрополитена, а также Западная линия London Overground.